# Carl Hemming
Carl Hemming (* 21. Mai 1867 in Runkel; † 22. Oktober 1932) war ein deutscher Dekorationsmaler und Politiker (DVP).

## Leben

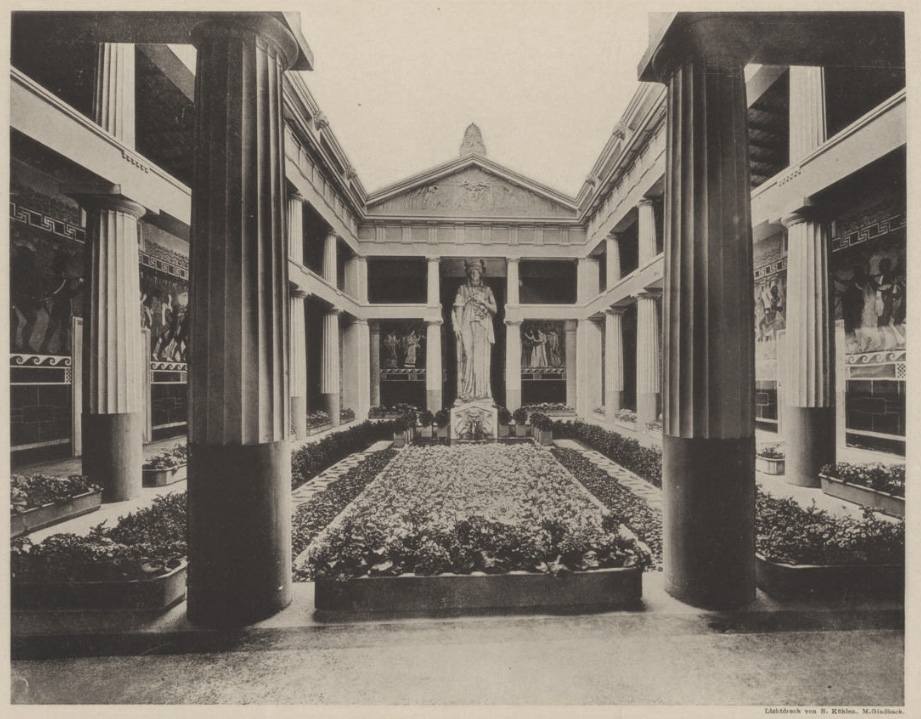
Innenhof des Diorama auf der Internationale Kunst-Ausstellung und große Gartenbau-Ausstellung in Düsseldorf von 1904 mit antiken Wandbildern vom Maler Carl Hemming an den Wänden des Umgangs.

Carl Hemming erlernte das Fach der Dekorationsmalerei an der Kunstgewerbeschule Düsseldorf und war seit 1893 Mitinhaber der Firma Carl Hemming u. Witte in Düsseldorf, dort in der Kapellstraße, Köln und Aachen. Das Unternehmen für Dekorationsmalerei und Innenarchitektur hatte sich auf Monumentalbauten spezialisiert. Neben seiner beruflichen Tätigkeit war er Vorstandsmitglied des Fachverbandes für die wirtschaftlichen Interessen des Kunstgewerbes Berlin, des Bundes deutscher Dekorationsmaler München und des Hansabundes.
Hemming war von 1912 bis 1918 Stadtverordneter in Düsseldorf. Im Februar 1921 wurde er für die Deutsche Volkspartei (DVP) als Abgeordneter in den Preußischen Landtag gewählt, dem er bis 1924 angehörte. Im Parlament vertrat er den Wahlkreis 22 (Düsseldorf-Ost). 
Noch 1933 wurde Carl Hemming, nun bereits verstorben, im Düsseldorfer Adressbuch als Eigentümer der Häuser Kapellstraße 34 und 36 in Pempelfort aufgeführt, wo auch sein Sohn Walter seinen Wohn- und Arbeitssitz als Dekorations- und Kunstmaler hatte. Hemming hatte im Jahr 1893 Alma, eine geborene Urner, in Düsseldorf geheiratet. Sie überlebte ihn und führte mit der Tochter Erna Retzlaff-Hemming (* 1900) das Geschäft weiter. Der Sohn Hans (* 1896) kam im Ersten Weltkrieg Anfang Dezember 1917 bei Graudenz um.